# Phymatodes dimidiatus
Phymatodes dimidiatus là một loài bọ cánh cứng trong họ Cerambycidae.